# ГЕС Чикамус
ГЕС Чикамус (англ. Cheakamus) — гідроелектростанція на південному заході Канади у провінції Британська Колумбія. Використовує ресурс із річки Чикамус, лівої притоки Squamish, яка впадає до протоки Джорджія північніше Ванкувера.
В 1926 році за допомогою греблі Чикамус на однойменній річці утворили водосховище Дейзі-Лейк (Daisy Lake), котре за три десятиліття  задіяли у гідроенергетичній схемі ГЕС Чикамус. А в 1984-му стару греблю замінили новою земляною спорудою висотою 28 метрів та довжиною 680 метрів. Вона утримує резервуар з площею поверхні 5,2 км2 та об’ємом 55,5 млн м3, в якому припустиме коливання рівня у операційному режимі між позначками 365 та 377 метрів НРМ.
Зі сховища на захід під водорозділом з долиною Squamish прокладено дериваційний тунель довжиною 11 км з діаметром 5,5 метра, який на завершальному етапі переходить у два напірні водоводи довжиною 0,4 км.
Наземний машинний зал обладнали двома турбінами типу Френсіс загальною потужністю 157 МВт, які при напорі у 340 метрі забезпечують виробництво 590 млн кВт-год електроенергії на рік.
Відпрацьована вода транспортується до Squamish по відвідному каналу довжиною 1,65 км з шириною 30-40 метрів.
Видача продукції відбувається по ЛЕП, розрахованій на роботу під напругою 230 кВ.